# Đại học Northern Illinois

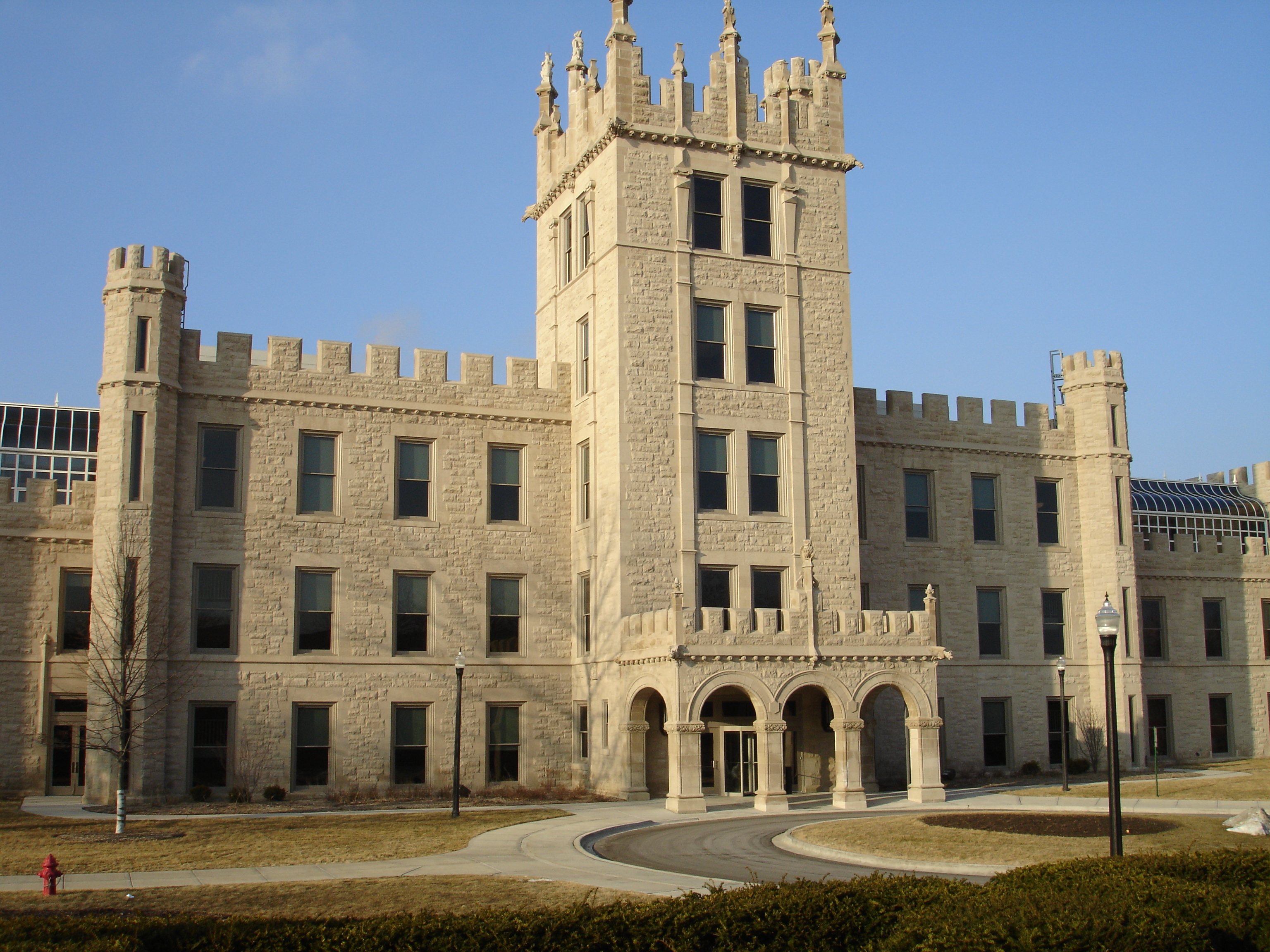
Tòa nhà Altgeld là tòa nhà đầu tiên của trường được xây dựng.

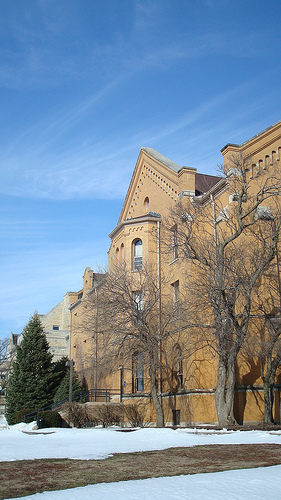
Tòa nhà Williston trong khuôn viên trường.

Đại học Northern Illinois là một viện đại học công lập ở DeKalb, bang Illinois. Trường có khoảng 25.313 sinh viên. Trường này được thành lập vào năm 1895. Hiệu trưởng hiện tại của trường là Lisa C. Freeman.

## Sự việc liên quan
Vào ngày 14 tháng 2 năm 2008, Steven Kazmierczak đã bắn chết 6 người (bao gồm cả thủ phạm đã tự tử) cũng như làm bị thương 21 người trong khuôn viên trường đại học, đây là vụ xả súng làm nhiều người chết hàng thứ tư trong lịch sử Hoa Kỳ.

## Các môn thể thao
Các đội thi đấu thể thao của trường được gọi là "Huskies". Có tất cả 17 đội thi đấu ở các môn thể thao trong Hội nghị Miền Trung Hoa Kỳ.
1. ↑  "Dr. Lisa C. Freeman". NORTHERN ILLINOIS UNIVERSITY. Truy cập ngày 14 tháng 11 năm 2021.